# Penrose (Colorado)
Penrose es un lugar designado por el censo ubicado en el condado de Fremont en el estado estadounidense de Colorado. En el año 2020 tenía una población de 3,685 habitantes y una densidad poblacional de 77 personas por km².

## Geografía
Penrose se encuentra ubicada en las coordenadas 38°25′36″N 105°0′27″O / 38.42667, -105.00750.

## Demografía
Según la Oficina del Censo en 2000 los ingresos medios por hogar en la localidad eran de $35,638, y los ingresos medios por familia eran $40,383. Los hombres tenían unos ingresos medios de $35,981 frente a los $20,870 para las mujeres. La renta per cápita para la localidad era de $15,481. Alrededor del 12.3% de la población estaba por debajo del umbral de pobreza.